# Alain-Claude Bilie-By-Nze
Alain-Claude Bilie-By-Nze (né le 16 septembre 1967) est un homme d’État gabonais, Premier ministre du Gabon du 9 janvier au 30 août 2023.

## Biographie
Bilie-By-Nze est né le 16 septembre 1967 à Makokou dans une famille de 16 enfants (un de ses frères, Roger Mebang-me-Nze deviendra président du conseil d'administration de l'Agence gabonaise de presse). Son père est fonctionnaire des Postes et sa mère au foyer,,. Il étudie d'abord à l'école secondaire des cadets de la police (ESCAP) dont il sort diplômé. Bilie-By-Nze ne rejoint toutefois pas la police gabonaise et choisit de continuer ses études, en littérature, à l'université Omar-Bongo de Libreville (il rédige en particulier un mémoire sur Sony Labou Tansi),. Pendant sa scolarité, Bilie-By-Nze fonde le syndicat étudiant SEG (syndicat des étudiants gabonais).
En parallèle, il est actif dans la sphère politique. Il est notamment militant du Rassemblement national des bûcherons (RNB) de Paul Mba Abessole. En 1994, l'université Omar-Bongo est le lieu d'affrontements entre les étudiants grévistes et le pouvoir. Bilie-By-Nze est exclu de l'université par une commission, puis radié de la police.

## Débuts dans la politique
Après son exclusion de l'université, Alain-Claude Bilie-By-Nze s'engage définitivement en politique avec le RNB. Il devient l'un des principaux dirigeants du parti et fait partie de l'équipe de Paul Mba Abessole : quand ce dernier est élu maire de Libreville, Alain-Claude Bilie-By-Nze est nommé directeur de la communication. Il est aussi membre de différents cabinets ministériels où Paul Mba Abessole est nommé.

## Carrière au gouvernement
En 2006, il est nommé ministre délégué auprès du ministre de la Communications dans le gouvernement Jean Eyeghe Ndong et est élu à l'Assemblée nationale pour la circonscription de Makokou. En 2007, il est nommé ministre délégué auprès de Pierre Claver Maganga Moussavou, ministre d'Etat, ministre des Transports. En 2008, Bilie-By-Nze est condamné à un mois de prison pour avoir émis des chèques sans provision.
Lors de l'élection présidentielle de 2009, Paul Mba Abessole soutient le candidat André Mba Obame et s'oppose ainsi à Ali Bongo, fils du président précédent Omar Bongo. Bilie-By-Nze n'est pas satisfait de ce choix car le RNB est allié au Parti démocratique gabonais des Bongo pour participer aux différents gouvernements. En 2010, Bilie-By-Nze est exclu du RNB pour avoir voté la confiance au gouvernement du Premier ministre PDG Paul Biyoghe Mba. Sans le soutien du RNB, Bilie-By-Nze est battu aux élections législatives de 2011 par le candidat du PDG Emmanuel Issoze Ngondet.
De 2012 à 2015, Bilie-By-Nze est conseiller du président Ali Bongo et porte-parole de la Présidence de la République,. En 2013, Bilie-By-Nze rejoint le PDG.
Bilie-By-Nze devient ministre des Communications en 2015 dans le gouvernement Daniel Ona Ondo (Daniel Ona Ondo était recteur de l'université Omar-Bongo qui expulse Bilie-By-Nze de l'université en 1994). À ce titre, il défend l'organisation de l'élection présidentielle de 2016, généralement considérée comme frauduleuse et qui entraîne de larges manifestations. Il est ensuite nommé ministre d'État, ministre de l'Économie numérique et ministre de la Culture et des Arts en octobre 2016 dans le gouvernement Emmanuel Issoze Ngondet. En 2018, Bilie-By-Nze est réélu dans la circonscription de Makokou. Il est de nouveau nommé ministre d'État et ministre du Sport. Puis en juin 2019, il est nommé ministre d'État, ministre des Affaires étrangères.
Il est un proche d'Ali Bongo.
En juillet 2020, il devient ministre d'État, ministre de l'Énergie et des Ressources hydrauliques dans le gouvernement de Rose Christiane Raponda. Lors d'un remaniement ministériel en mars 2022, il devient également le porte-parole du gouvernement et, en octobre 2022, il devient vice-Premier ministre. Le 9 janvier 2023, Bilie-By-Nze est nommé Premier ministre du Gabon, en remplacement de Rose Christiane Raponda, qui démissionne pour devenir vice-présidente,.
Il est renversé par le coup d'État de 2023. Le 4 septembre 2023, Brice Oligui Nguema prête serment au palais présidentiel de Libreville en tant que président de la Transition, en présence des juges de la Cour constitutionnelle, du Premier ministre, de la vice-présidente et des présidents des deux chambres parlementaires sortants.

## Après le coup d'État
À la suite du coup d'État, Alain-Claude Bilie-By-Nze appelle à remplacer Ali Bongo de la tête du parti.
En septembre 2024, dans un ouvrage intitulé Awu m'awu : oser l'espérance pour un autre Gabon, il critique ouvertement les actions de la junte militaire au pouvoir, accusant celle-ci de ne pas tenir ses engagements, de s'approprier des chantiers initiés par Ali Bongo, et d'avoir nommé dans les arcanes institutionnelles et même au gouvernement de la transition, d'anciens barons du PDG. Il fait également le bilan de son passage au pouvoir et estime que l'ancien président a été manipulé.
Bilie-By-Nze est candidat à l'élection présidentielle de 2025 avec l'étiquette Ensemble pour le Gabon. Il se dépeint comme partisan de la « rupture » mais il est perçu comme l'un des visages de l'époque Bongo dont il a été Premier ministre. Le chef de la junte, le général Brice Oligui Nguema, largement favori, est élu au premier tour avec près de 90 % des voix et Bilie-By-Nze finit deuxième avec 3 %,,. Alain-Claude Bilie-By-Nze dénonce des fraudes et un système opaque lors de l'élection mais reconnait la victoire d'Oligui Nguema. Il annonce ne pas saisir la Cour constitutionnelle, « tenue par un frère du président ».
En mai 2025, Alain-Claude Bilie By Nzé appelle a un dialogue, après la décision de la cour internationale de justice (CIJ), en faveur de la restitution de trois îlot à la Guinée équatoriale, contre le Gabon.